# Lukaskirche (Ludwigshafen)

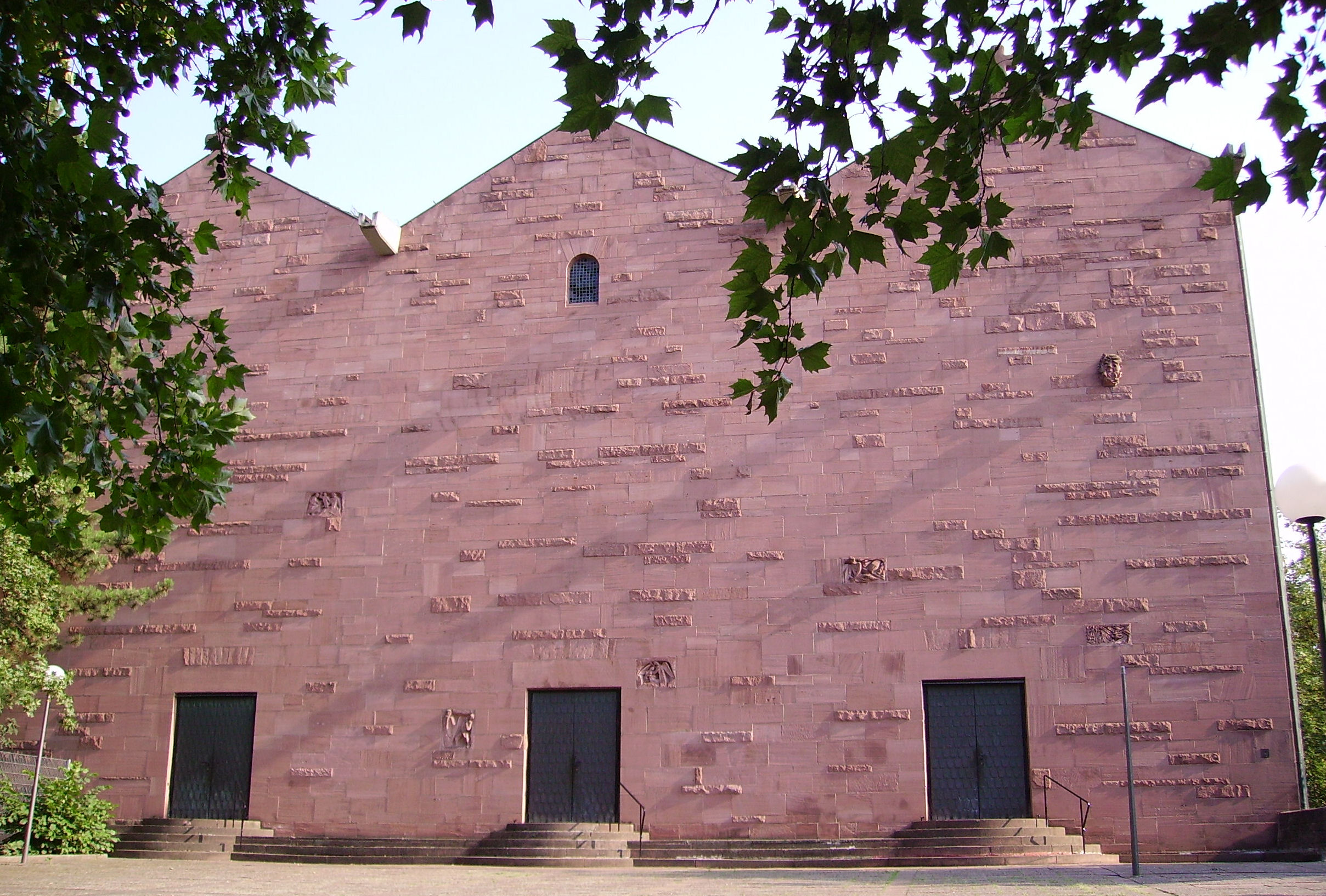
Lukaskirche in Ludwigshafen Süd

Die Lukaskirche ist eine evangelische Kirche im Ortsbezirk Südliche Innenstadt der Stadt Ludwigshafen  am Rhein.

## Geschichte
Die Lukaskirche wurde nach Plänen des Architekten Heinrich Otto Vogel und unter der Bauleitung des Architekten Erwin Morlock gebaut. Der erste Spatenstich erfolgte am 12. Oktober 1958. Die Übergabe an die Kirchengemeinde fand am 15. Januar 1961 statt.

## Künstlerische Ausgestaltung

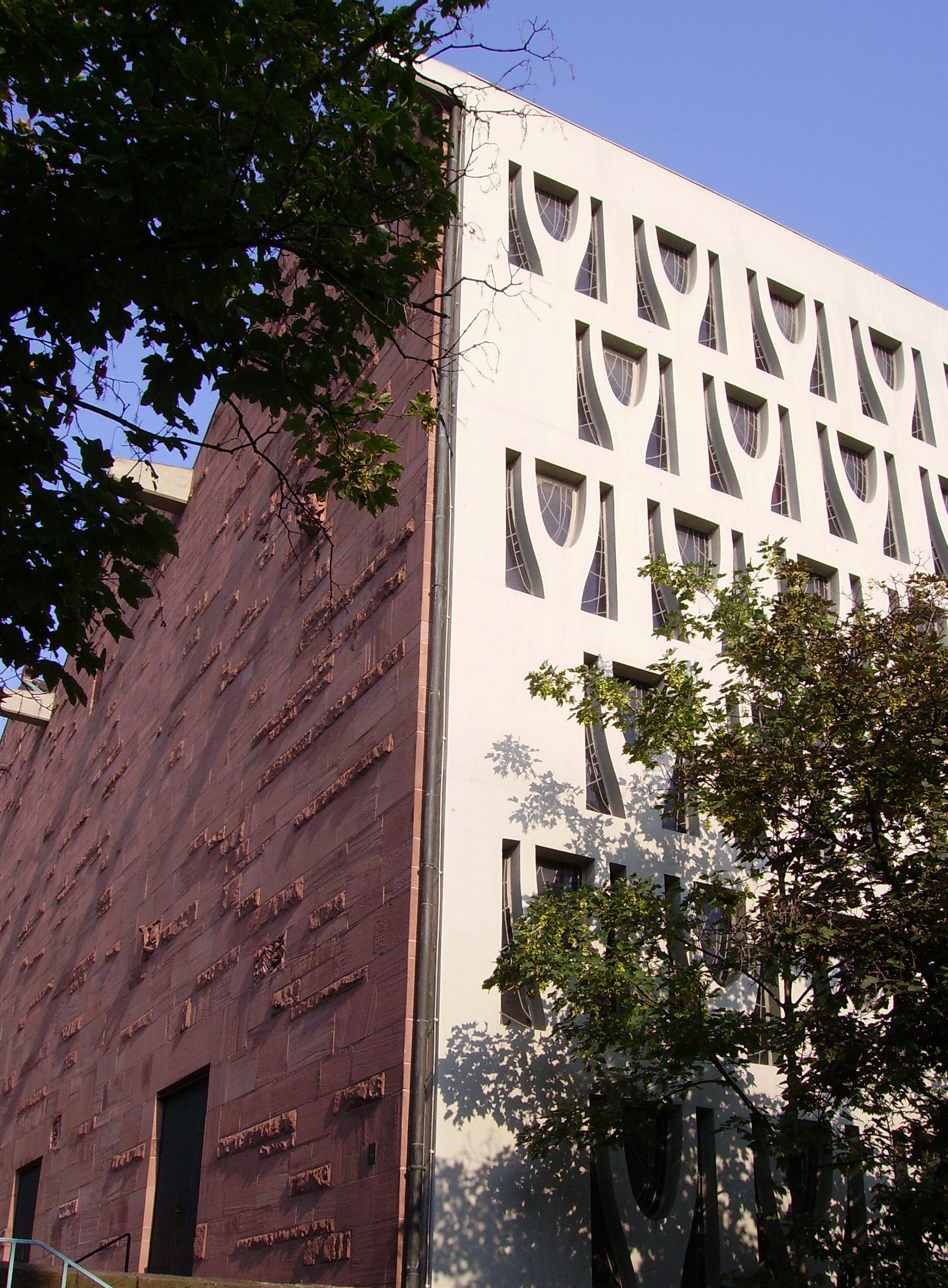
Fassadengestaltung

An den Sandsteinfassaden der Kirche finden sich Reliefs des Freinsheimer Bildhauers Franz Lind mit thematischen Darstellungen zu Texten aus dem Lukasevangelium. Seit 9. Juni 1961 befindet sich im Innenraum der Lukaskirche das von der Kasseler Künstlerin Christiane Wollenhaupt-Brenner entworfene und gestaltete Mosaik „Vom verlorenen Sohn“, welches das Gleichnis aus dem Lukasevangelium, Kapitel 15, darstellt. Das Bronzekreuz über dem Altar gestaltete der Münchner Künstler Hermann Jünger.

## Orgel
Nutzte man zur Gottesdienstbegleitung zunächst ein 1961 erworbenes Orgelpositiv des Orgelbauers Oberlinger aus Windesheim, beschloss das Presbyterium der Gemeinde im Jahr 1964 den Bau einer größeren Orgel. Diese wurde 1970 von Paul Ott (Göttingen) im Geiste der Orgelbewegung gebaut. Ihre Spieltraktur ist mechanisch, die Registertraktur ist elektrisch. Die Windladen sind als Schleifladen ausgeführt. Eine Nachintonierung erfolgte 2022 durch die Firma Vleugels aus Hardheim. Das Instrument setzt sich aus Türmen und Kästen der einzelnen Teilwerke zusammen, die in einfachen Schreingehäusen stehen. Über dem sich in der Vorderfront befindlichen Spieltisch, erheben sich das Brust-, Haupt- und Oberwerk. Das Pedalwerk befindet sich links davon in zwei verschieden großen Türmen sowie einem Harfenfeld. Es verfügt entsprechend über 39 Register auf drei Manualen und Pedal. Die Disposition lautet:
| I Hauptwerk C–g3 |              |        |
| 1.               | Quintade     | 16′    |
| 2.               | Prinzipal    | 08′    |
| 3.               | Rohrflöte    | 08′    |
| 4.               | Oktave       | 04′    |
| 5.               | Kleingedackt | 04′    |
| 6.               | Quinte       | 02 ⁄3′ |
| 7.               | Superoktave  | 02′    |
| 8.               | Mixtur V     |        |
| 9.               | Zimbel III   |        |
| 10.              | Trompete     | 08′    |

| II Oberwerk C–g3 |                 |         |
| 11.              | Großgedackt     | 08′     |
| 12.              | Spitzgambe      | 08′     |
| 13.              | Praestant       | 04′     |
| 14.              | Blockflöte      | 04′     |
| 15.              | Nasat           | 02 ⁄3′  |
| 16.              | Waldflöte       | 02′     |
| 17.              | Terz            | 01 3⁄5′ |
| 18.              | Sifflöte        | 01′     |
| 19.              | Scharf V        |         |
| 20.              | Dulzian         | 16′     |
| 21.              | Englisches Horn | 08′     |
|                  | Tremulant       |         |

| III Brustwerk C–g3 |             |       |
| 22.                | Holzgedackt | 8′    |
| 23.                | Prinzipal   | 4′    |
| 24.                | Koppelflöte | 4′    |
| 25.                | Oktave      | 2′    |
| 26.                | Quinte      | 1 ⁄3′ |
| 27.                | Zimbel V    |       |
| 28.                | Krummhorn   | 8′    |
| 29.                | Vox Humana  | 8′    |
|                    | Tremulant   |       |

| Pedal C–f1 |              |     |
| 30.        | Principalbaß | 16′ |
| 31.        | Subbaß       | 16′ |
| 32.        | Oktavbaß     | 08′ |
| 33.        | Pommer       | 08′ |
| 34.        | Oktavbaß     | 04′ |
| 35.        | Nachthorn    | 02′ |
| 36.        | Mixtur VI    |     |
| 37.        | Posaune      | 16′ |
| 38.        | Trompete     | 08′ |
| 39.        | Trompete     | 04′ |

- Koppeln: II/I, III/I, III/II, I/P, II/P, III/P

- Spielhilfen: Setzerkombination, Zungeneinzelabsteller

## Glocken
Die Lukaskirche besitzt kein Geläut. Ein ursprünglich auf dem Kirchenvorplatz geplanter Glockenturm wurde nicht realisiert.